# 동래부 동헌
동래부 동헌(東萊府 東軒)은 부산광역시 동래구 수안동에 있는 조선시대의 동헌이다. 2013년 5월 8일 부산광역시의 기념물 제60호로 지정되었다.

## 개요
동헌은 조선시대 수령의 집무공간으로 일명 아헌(衙軒)이라고도 하며, 객사 다음으로 중요한 관아시설로 이청(吏廳), 무청(武廳), 향청(鄕廳) 등 각종 관아 건물의 중심이 되는 중요한 곳이다.
동래는 일본과 최접경지로서 한반도 제일의 관방이자 전략요충지로 중시된 만큼 일찍부터 읍성과 관아가 설치되었다. 조선시대에는 군사적 요충지로서 더욱 중시되어 태조 때부터 진을 두고 병마사가 판현사를 겸하도록 하였고, 명종 12년(1547)에 도호부로 승격되어 정3품 당상관으로 부사를 임명했다. 특히, 임진왜란 이후 동래에 대한 중요성이 더욱 크게 인식되어 효종 6년(1655) 경주진관에 속해 있던 것을 독진(獨鎭)으로 독립시키고, 관아도 대대적으로 복구하였다.
동래부 관아는 대원군 집권기까지 빈번히 증·개축되다가 고종 3년(1866) 병인양요를 겪고, 부사 정현덕의 주도로 일본의 침공에 대비해서 읍성과 관아를 대대적으로 증·개축하였다. 그러나 1910년 10월 일제는 오랜 행정중심으로서의 위상과 정통성을 말살하고 일본인들이 다수 거주하는 부산포를 부각시키기 위해서 동래부를 없애고 동래군으로 격하시켰다. 동헌의 중심 건물인 충신당은 일제강점기 이후에는 동래군청 청사로, 1973년 동래군이 양산군으로 편입된 이후에는 양산군 보건소 동부지소로 사용되기도 하였다.
동래부 동헌에는 충신당과 좌우의 연심당과 독경당, 문루였던 망미루, 동래부 동헌 외대문 등 많은 관아 건물들이 부속되어 있었는데, 일제강점기에 충신당과 연심당을 제외한 건물들은 철거되었으며, 망미루와 동래부 동헌 외대문은 온천동 금강공원 일원으로 옮겨졌다. 2014년 독경당, 찬주헌을 복원하고 망미루와 동래부 동헌 외대문을 현재의 자리로 다시 이전해왔으며, 2015년 고마청을 복원하였다.
동래부 동헌 일곽은 조선시대 부산(동래)의 행정, 국방, 외교, 교역 업무를 도맡았던 제일 관방의 위상을 함축하는 관아시설일 뿐 아니라 왜구의 침략을 막기 위한 개혁성론에 따라 근대적 읍성의 축조가 최초로 구현되는 등 조선시대 관방역사와 문화를 함축하고 있는 역사적 장소이다.

## 참고 문헌
- 동래부 동헌 - 국가유산청 국가유산포털